# 克日什托夫·米科瓦伊·拉齐维乌
克日什托夫·米科瓦伊·阿爾圖爾·拉齊維烏（波蘭語：Krzysztof Mikołaj Artur Radziwiłł，1898年7月29日—1986年3月24日）是波蘭立陶宛聯邦政治家，拉齊維烏家族的後裔。由於他支持波蘭共產政權，被稱為「Czerwony książę」，意即「紅王子」。 